# Kiena (gmina Kowalczuki)
Kiena, Kiena Panieńska (lit. Kena) − wieś na Litwie, w rejonie wileńskim, 3 km na zachód od Kowalczuków, zamieszkana przez 418 ludzi.

## Historia
W dwudziestoleciu międzywojennym leżała w Polsce, w województwie wileńskim, w powiecie wileńsko-trockim, do 1 kwietnia 1927 w gminie Rukojnie, następnie w gminie Szumsk.
Po II wojnie światowej w granicach Związku Sowieckiego. Od 1991 na niepodległej Litwie.

## Ludzie związani z miejscowością
Miejsce zamieszkania Witolda Sławińskiego – polskiego botanika i mikrobiologa.